# Kizilorda
Kizilorda (kazak nyelven: Қызылорда) város Kazahsztánban, Kizilordai terület központja. A városnak az 1999 évi népszámláláskor 157 400 lakosa volt.  Kizilorda a közeli Turgaya olajmezők ellátási csomópontjává fejlődött . Közelében repülőtér is van.

## Története
Kizilorda városát 1820-ban alapították a Kokandi Kánátság erődjeként Ak-Metschet néven (Ак-Мечеть, kazah a "fehér minaret"). Az orosz erőknek Vaszilij Perovszkij tábornok által 1853-ban történt meghódítása után az erődítményt Fort-Perovszkij nevet kapta (Форт Перовский). 1925-től 1929-ig a Kazah Autonóm Szocialista Szovjet Köztársaság (a későbbi Kazah SZSZK, illetve a mai Kazahsztán elődje) fővárosa volt.

## Közlekedés
A város közvetlen közelében található a Kizilorda (Qysylorda) repülőtér. Kizilordán halad át a Trans-Aral vasútvonal, amely Orenburgtól Taskentig vezet. A városon keresztül vezet az M32 út, amelynek kezdete Nyugat-Kazahsztánban van, és Simkentbe vezet. Itt kezdődik az A17-es út is, amely összeköti a várost Pavlodarral, valamint az E 004-es úttal.